# Chrysometa lapazensis
Chrysometa lapazensis este o specie de păianjeni din genul Chrysometa, familia Tetragnathidae, descrisă de Lévi, 1986.
Este endemică în Bolivia. Conform Catalogue of Life specia Chrysometa lapazensis nu are subspecii cunoscute.